# Igreja Ave Maria de Suai

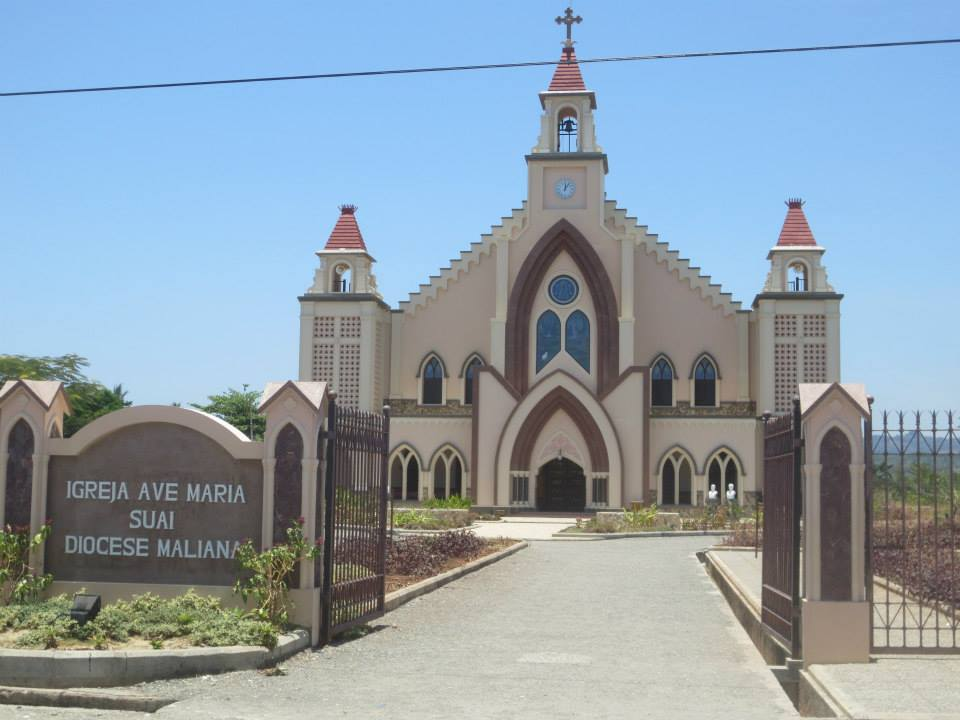
Die Ave-Maria-Kirche von Suai

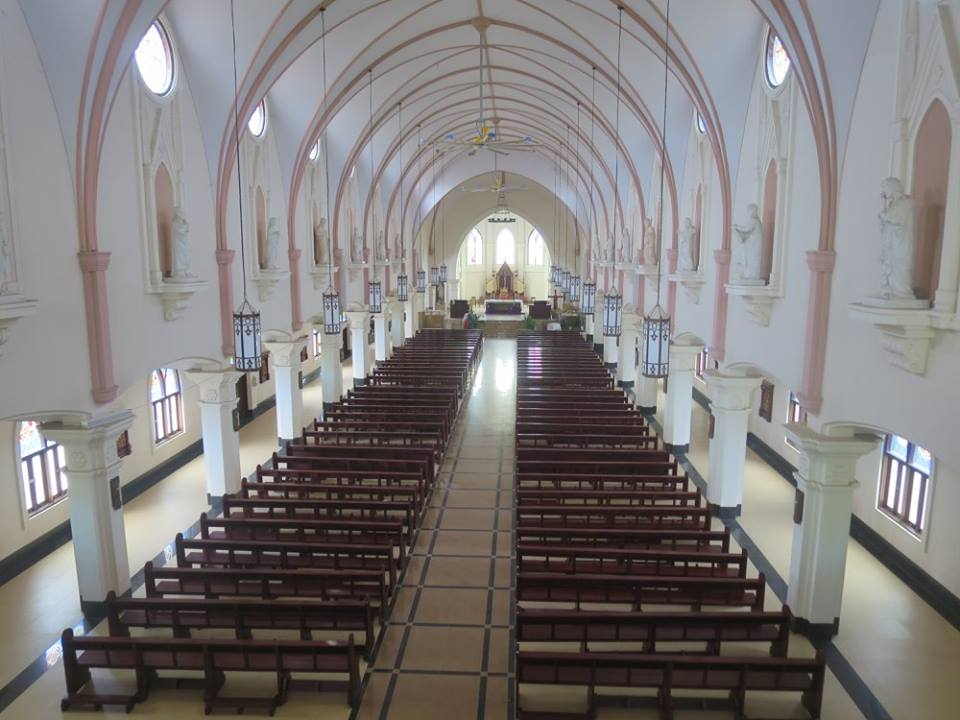
In der Kirche

Die Igreja Ave Maria de Suai (deutsch Ave-Maria-Kirche von Suai) ist die römisch-katholische Pfarrkirche vom osttimoresischen Suai (Gemeinde Cova Lima). Sie gehört zur Diözese Maliana.
Auffällig ist der etwa 21 m hohe Turm oberhalb des Portals und die dazugehörige und für Osttimor seltene Kirchturmsuhr. Die Kirche befand sich bereits im Bau, als es in der Nossa Senhora do Rosario, der alten Kirche Suais am 6. September 1999 zum Kirchenmassaker von Suai kam. Infolge der Umwälzungen in Folge der Krise in Osttimor 1999, dem Abzug der indonesischen Besatzer und der UN-Verwaltung ruhte der Kirchenbau. Später wurden Teile des Rohbaus, der ursprünglich drei markante Zacken als Front aufwies, wieder eingerissen. 2011 standen erst 25 % der Kirche. Vor allem fehlte es an Baumaterialien. Der Gottesdienst fand in dieser Zeit in einem Provisorium statt. Erst 2012 wurde die neue Kirche fertiggestellt und am 15. August geweiht.
Hinter der Kirche befindet sich eine für Osttimor typische Mariengrotte (Gruta).

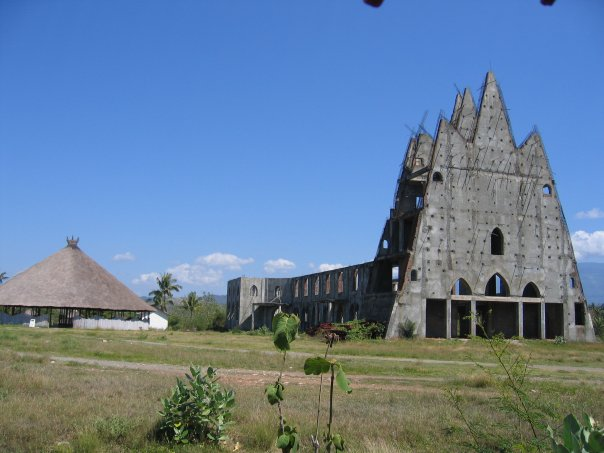
Der Rohbau der Kirche und das Provisorium links daneben (2010)
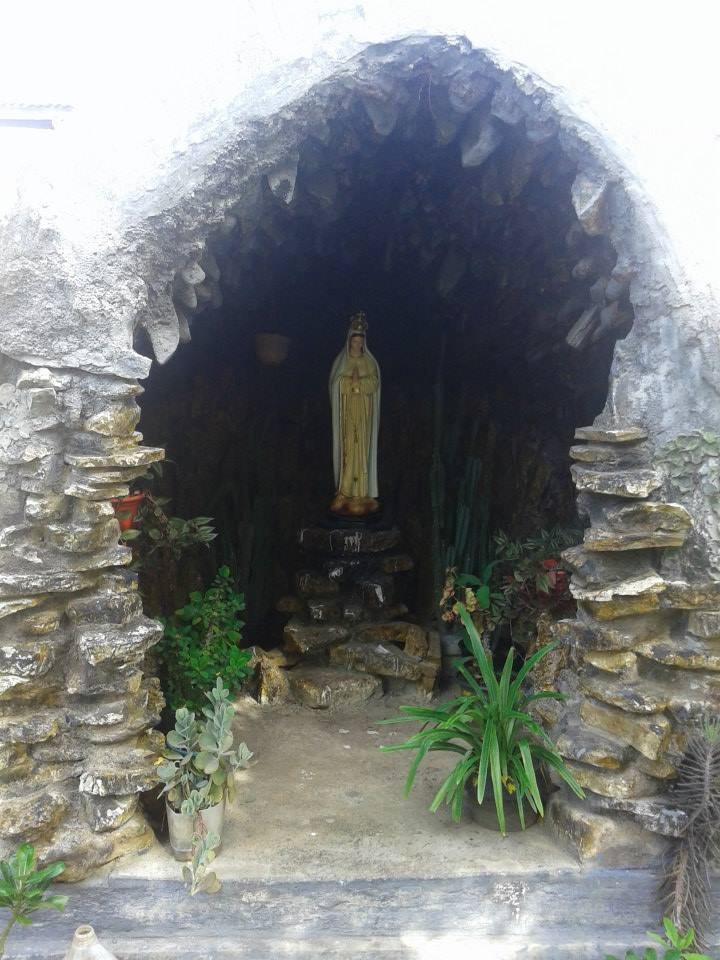
Mariengrotte
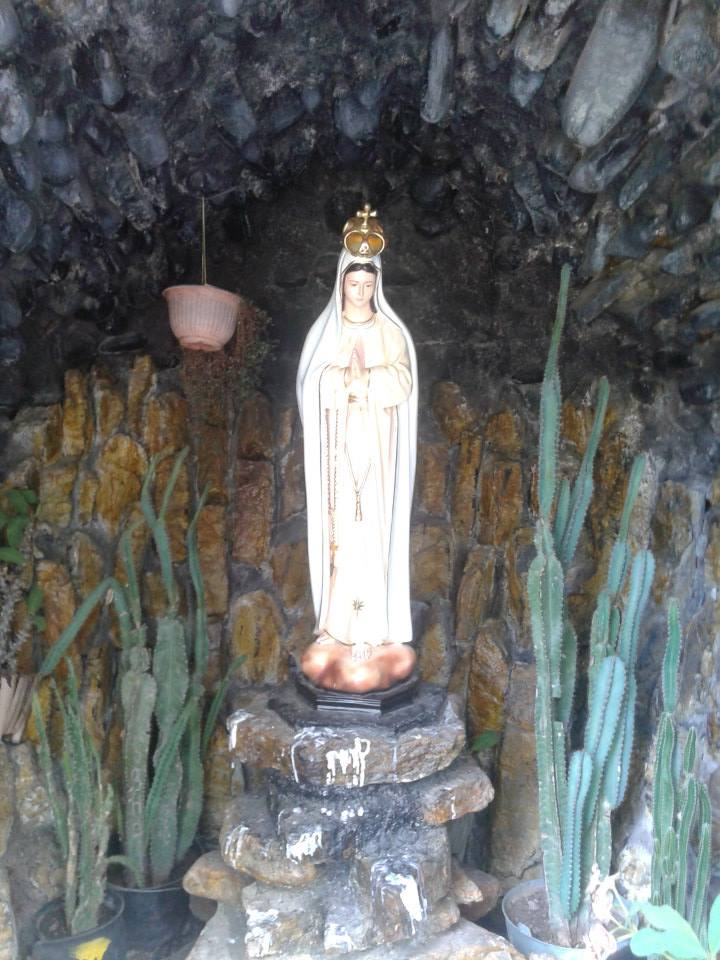
Mariengrotte
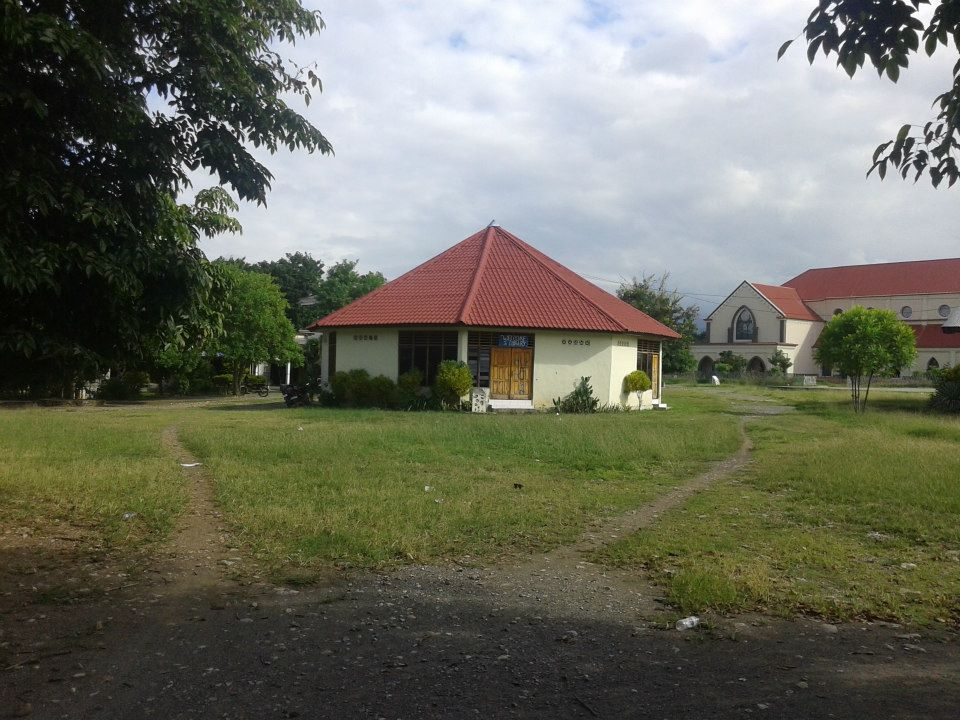
Pfarrgebäude